# Англо-американский комитет по вопросу о Палестине
Англо-американский комитет по вопросу о Палестине —  комиссия, созданная в январе 1946 года руководством Великобритании и США с целью согласовать политику в отношении будущего подмандатной Палестины, в том числе, в отношении иммиграции в неё еврейских беженцев, пострадавших в годы Холокоста.
Комитету было поручено расследовать создавшуюся ситуацию, провести консультации с представителями палестинских арабов и евреев по проблемам Палестины и выработать необходимые рекомендации для британского и американского правительств.
Рекомендации Комитета, опубликованные в апреле 1946 года, включали вопрос об иммиграции евреев и о будущем правлении Палестиной. Хотя он был одним из многочисленных комитетов по расследованию ситуации в Палестине, англо-американский комитет стал единственной подобной организацией, включившей в своё расследование вопрос об условиях жизни евреев в послевоенной Европе.

## Предыстория
Вопросами ближневосточных конфликтов занимался Американский комитет помощи Ближнему Востоку, созданный в 1915 году. В 1917 году Великобритания разработала Декларацию Бальфура, став первой великой державой, поддержавшей стремления сионистского движения к созданию в Палестине «Еврейского национального дома». После победы Антанты и поражения Османской империи в Первой мировой войне, Декларация Бальфура была признана великими державами и включена в Севрский договор. Она также была в проект британского мандата на Палестине, утверждённого Лигой наций.
В связи с тем, что Сенат США отклонил Версальский договор, Соединенные Штаты Америки не вступили в Лигу Наций. Тем не менее, Сенат и Палата представителей приняли совместную резолюцию в пользу создания еврейского национального очага в Палестине. 21 сентября 1922 года её подписал президент Уоррен Гардинг.
Несмотря на преследования евреев в нацистской Германии и возрастающее количество еврейских беженцев, насильственное противодействие арабов их иммиграции в Палестину привело британское руководство к практическому отходу от Декларации Бальфура и принятию, после арабского восстания 1936—1939 гг., «Белой книги» (1939). Согласно этому решению, иммиграция евреев на ближайшие 5 лет ограничивалась количеством в 75 000 человек, после чего, достигнув 1/3 населения, должна была быть прекращена, «если арабы Палестины будут возражать против иммиграции». К 1948 году в Палестине должно было быть создано независимое государства с арабским большинством. В соответствии с «Белой книгой», уже в 1940 году был принят закон, строго ограничивающий продажу земли евреям.
К концу Второй мировой войны после Холокоста в Европе остались сотни тысяч еврейских беженцев. Американское общественное мнение поддерживало создание еврейского государства в Палестине, но Великобритания продолжала свою политику противодействия еврейской иммиграции, опасаясь ущерба своей обширной, но неустойчивой империи на Ближнем Востоке. В то время она правила такими богатыми нефтью регионами, как Кувейт, Арабские Эмираты, Оман и Бахрейн. Кроме того, ею контролировались Трансиордания и Йемен, серией договоров она была связана с Ираком (где нефтяная промышленность принадлежала британской компании) и с Египтом, где Британия управляла Суэцким каналом.
С учётом подпольной войны евреев Палестины против британской оккупации, положение беженцев стало критическим, что привело к конфликтной ситуации между политиками Великобритании и США. В ноябре 1945 года правительство Великобритании инициировало создание комиссии по расследованию создавшейся ситуации. Великобритания надеялась, что эта комиссия согласится с её политикой прекращения иммиграции евреев в Палестину, и, таким образом, результат работы Комитета поможет ей противостоять давлению США. В связи с этим, оно согласилось подчиниться выводам Комитета, предложив в качестве членов британской его части тех, кто поддерживал устремления арабов Палестины.[уточнить]

## Комитет

### Участники
В комиссию вошли 12 человек, по шесть — с каждой стороны.
Со стороны США в комиссию вошли техасский судья Джо Хатчинсон (Joe’ Hutcheson) — сопредседатель, Фрэнк Эйделот (Frank Aydelotte), дипломат Уильям Филлипс, Фрэнк Бакстон (Frank Buxton), будущий первый посол США в Израиле Джеймс Макдональд и юрист Бартли Крам.
С британской стороны в комиссию вошли сэр Джон Синглтон (John Singleton) — сопредседатель, представитель правящей лейбористской партии лорд Роберт Моррисон, сэр Фредерик Леджетт (Frederick Leggett), Уилфрид Крик (Wilfrid Crick), юрист Реджинальд Мэннингэм-Буллер и писатель и лейборист Ричард Кроссман.

### Расследование
Вначале члены комитета посетили Вашингтон, округ Колумбия и Лондон, чтобы определить принципы своей дальнейшей работы.
Работа комитета была продолжена в Австрии, и включала посещение лагерей перемещенных лиц, оставшихся в живых после Холокоста.
Согласно данным комиссии, 98 % оставшихся в живых евреев назвали Палестину в качестве места, куда бы они предпочли уехать из Европы:
«в Польше, Венгрии и Румынии, главное желание беженцев состоит в том, чтобы уехать туда, где есть шанс для начала новой жизни, хотя бы некоторого счастья и проживания в мире и в безопасности».
Подобные данные были получены и в Германии, где из 500 тысяч евреев в 1933 году, после окончания войны осталось только около 20 000 — предпочтительной целью большинства выживших евреев являлась Палестина.
В Чехословакии, особенно в Богемии и Моравии, и в Австрии, положение в отношении восстановления еврейского населения было более обнадеживающим. Тем не менее, подавляющее большинство еврейских беженцев полагало, что единственным местом для новой послевоенной жизни была Палестина.
После посещения Каира, где были организованы встречи с представителями арабской точки зрения, члены комитета посетили Палестину, где встречались с представителями британской администрации, арабской, еврейской и других общин.
Заключительный этап работа комитета проходил в Швейцарии, и завершился выработкой его рекомендаций.

### Рекомендации
В апреле 1946 года Комитет опубликовал свои рекомендации.
Рекомендация № 1.
Мы должны сообщить, что в соответствии полученной нами информацией, ни одна страна, кроме Палестины не представляет надежды на существенную помощь в нахождении нового дома для евреев, желающих, или вынужденных уехать из Европы.

Но одна только Палестина не может обеспечить иммиграцию (всех) еврейских жертв нацистского и фашистского преследования; эту ответственность перед беженцами должен разделить весь мир.

Поэтому мы рекомендуем, чтобы наши правительства вместе, и в сотрудничестве с другими странами, попытались немедленно найти новые возможности для всех таких «перемещенных лиц», независимо от их взглядов или национальности, поскольку их связи с бывшими сообществами были безнадежно сломаны. Хотя эмиграция решит проблемы части жертв преследования, подавляющее большинство, включая значительное число евреев, продолжит жить в Европе. В связи с этим мы рекомендуем, чтобы наши правительства приложили необходимые усилия для обеспечения такой возможности, что полностью бы соответствовало положению Устава Организации Объединенных Наций, призывающего «к универсальному уважению и соблюдению прав человека и основных свобод, вне зависимости от пола, языка, религии…».
Рекомендация № 2.
Мы рекомендуем, чтобы

(a) 100 000 еврейским беженцам, ставшим жертвами нацистского и фашистского преследования, был немедленно разрешен въезд в Палестину;

(b) бо́льшая часть таких беженцев получила разрешение на въезд еще в 1946 году для того, чтобы фактическая их иммиграция состоялась в минимальные, насколько это возможно, сроки.
Рекомендация № 3.
В связи со взаимоисключающими требованиями евреев и арабов на Палестину, мы считаем необходимым заявить о соблюдении следующих принципов:

1. В Палестине не должно быть какого-либо доминирования одной общины (еврейской или арабской) над другой.

2. Будущая Палестина не должна быть исключительно еврейским или арабским государством.

3. Любой будущей форме её правления должны быть даны международные гарантии полной защиты и соблюдения интересов христианского мира и мусульманских и еврейских вероисповеданий на Святой земле.

Таким образом, Палестина должна в конечном счете стать государством, охраняющим равные права и интересы мусульман, евреев и христиан, как община, так и её жителей, а система её правления должна соответствовать трем главными принципами, сформулированными выше.
В последующих семи из десяти рекомендаций предлагалось:
- продолжить существующую мандатную форму правления Палестиной под опекой ООН до тех пор, пока уровень существующей враждебности между арабской и еврейской общинами не будет снижен, поскольку образование одного или двух государств в текущей ситуации привеело бы к гражданской войне;
- предпринять необходимые меры, обеспечившие бы экономический, образовательный (включая введение обязательного образования в течение соответствующего времени) и политический прогресс арабской общины до уровня еврейской, с целью устранения существующего разрыва между ними;
- продолжить еврейскую иммиграцию в Палестину «при подходящих условиях» и без ущерба для других частей населения;
- отменить Инструкцию о передаче земли, принятую в 1940 году в ходе реализации «Белой книги» (1939) и практически запрещавшую передачу земли евреям, заменив её на инструкции, основанные на политике свободы в продаже, аренде или использовании земли, независимо от национальной принадлежности, и обеспечивающие защиту интересов мелких владельцев и арендаторов земли;
- включение в сферу проведения в Палестине потенциальных крупномасштабных сельскохозяйственных и промышленных проектов не только Еврейского агентства, но и соседних арабских государств.
- в случае принятия Отчёта комиссии, решительно подавлять насильственные (террористическое или военные) попытки помешать его реализации, с какой бы стороны они не предпринимались.

## Последующие события
Сразу после публикации отчёта Комитета, его реализация оказалась под угрозой.
Лейбористская партия Великобритании выразила недовольство заявлением президента США Гарри Трумэна, опубликовавшего  заявление в поддержку иммиграции 100 000 еврейских беженцев в Палестину, но отказавшегося по мнению британцев, признать другие аспекты отчёта. Британское правительство попросило США оказать помощь в реализации рекомендаций Комитета, но согласно военному ведомству США, для оказания помощи британскому правительству в поддержании порядка в случае арабского восстания, потребовалось бы послать в Палестину 300 000 американских военнослужащих. При этом, вероятность такого восстания в случае немедленного приёма 100 000 беженцев считалась очень высокой.
Для установления путей реализации рекомендаций Комитета, был создан новый комитет под руководством Моррисона - Грейди . Члены нового комитета не посещали Палестину, а его отчёт, опубликованный 25 июля 1946 года, был отвергнут как арабскими, так и еврейскими лидерами. Некоторые из его предложений противоречили рекомендациям предыдущего англо-американского комитета.
С октября 1946 года была введена квота на иммиграцию 1500 евреев в месяц. Половину из них составили евреи, находившиеся на Кипре в лагерях для интернированных нелегальных иммигрантов в Палестину . Такое решение было принято, чтобы обозначить обязательность исполнения рекомендаций Комитета и уменьшить давление со стороны евреев Палестины. Согласно некоторым источникам, дополнительной причиной возобновления разрешений на въезд евреев в Палестину, стало опасение, что растущее их число на Кипре дестабилизирует британское правление на острове.[уточнить]